# Smashcourt
Smashcourt is een ondergrond voor tennisbanen, die qua speeleigenschappen erg lijkt op kunstgras, maar qua kleur en uitstraling lijkt op gravel. Smashcourt is beter tegen weersomstandigheden bestand dan gravel, zeker indien deze baan ook op een lava ondergrond wordt aangelegd, en kan dan ook het hele jaar door bespeeld worden. Smashcourt behoort tot de categorie 'Roodzand kunstgrasbanen'.
Smashcourt bestaat uit een gravelkleurige stabiliteitsmat, vergelijkbaar met een kunstgras mat, die wordt voorzien van een ongebonden keramische toplaag (of infill). Door gebruik van de stabiliteitsmat ontstaat een stabiele en vlakke tennisvloer. 
Smashcourt banen kunnen het hele jaar door onder nagenoeg alle weersomstandigheden bespeeld worden, hoewel koude en vochtigheid de stuithoogte van de bal en balrotatie bij het spelen met effect wel sterk verminderen. Stofvorming en verwaaiing is minimaal, ook bij langdurige droogte. De baan hoeft dan ook nauwelijks beregend te worden. Wanneer Smashcourt gebouwd is op een lavafundatie kan tijdens opdooi niet gespeeld worden. De levensduur van een Smashcourt baan bedraagt bij goed onderhoud ongeveer 12 tot 14 jaar (ongeveer de helft van een gravelbaan).
Nederland is het enige land waar op clubniveau veel op Smashcourt wordt gespeeld. Smashcourt is echter internationaal niet erkend als officiële ondergrond voor tennisbanen. Toernooien van de ATP, WTA en ITF mogen dan ook niet op Smashcourt worden gespeeld. Omdat tevens het risico op blessures op Smashcourt groter is dan op gravel, adviseert de KNLTB tennisverenigingen te kiezen voor gravel in plaats van Smashcourt.